# Devay
Devay is een gemeente in het Franse departement Nièvre (regio Bourgogne-Franche-Comté) en telt 484 inwoners (2009). De plaats maakt deel uit van het arrondissement Nevers.

## Geografie
De oppervlakte van Devay bedraagt 12,0 km², de bevolkingsdichtheid is 40,1 inwoners per km².
De onderstaande kaart toont de ligging van Devay met de belangrijkste infrastructuur en aangrenzende gemeenten.

## Demografie
Onderstaande figuur toont het verloop van het inwonertal (bron: INSEE-tellingen).